# Maria Sofianska
Maria Sofianska (* in Sofia) ist eine bulgarische klassische Pianistin und Musikpädagogin.

## Leben und Wirken
Maria Sofianska absolvierte ihr Klavierstudium bei L. Atanassova und L. Popova an der Staatlichen Hochschule für Musik in Sofia und wirkte dort von 1980 bis 1987 als Lehrbeauftragte. 1981 erhielt sie in Florenz eine Auszeichnung beim internationalen Kammermusikwettbewerb Premio Vittorio Gui. Von 1987 bis 1989 folgte mit einem Stipendium des Deutschen Akademischen Austauschdienstes ein weiteres Studium bei Konrad Richter an der Hochschule für Musik und Darstellende Kunst Stuttgart. Sie war dort anschließend zunächst als Richters Assistentin in der Klasse für Liedinterpretation tätig. Als Dozentin für Klavier und zeitweise auch für Klavierkammermusik lehrte sie an dieser Hochschule von 1990 bis 2021.
Sofianska konzertiert als Solistin und als Kammermusikerin und arbeitete dabei mit zahlreichen bekannten Künstlern zusammen wie Emmanuel Pahud, Božo Paradžik, Peter Buck, Isabelle Faust, Tanja Becker-Bender, Nina Karmon, Roberto Saccà und Stephan Breith.
Neben CD- und Rundfunkaufnahmen wirkte sie an der Herausgabe einer Neuausgabe des amerikanischen Verlags Alfred Publishing von Johann Sebastian Bachs Wohltemperiertem Klavier mit.

## Veröffentlichungen
- mit Judith Schneider, Willard A. Palmer: J. S. Bach: The Well-Tempered Clavier. Volumes I and II, Partitur, Alfred Publishing, 2004.

## Diskografie
- mit Nina Karmon: Lebenslinien. Werke von Erwin Schulhoff, Rudi Stephan, Toivo Kuula. Bauer Studios 2001
- mit Nina Karmon: Franz Schubert: Fantaia in C major, Richard Strauss: Violin Sonata op.18. Genuin classics 2014
- mit Božo Paradžik, Ulrich Rademacher, Hansjacob Staemmler: Double Bass goes Beethoven. Sonaten von Ludwig van Beethoven. Solo musica 2011
- mit Božo Paradžik: Double Bass goes Brahms. Sonaten von Johannes Brahms. Herausgegeben von Božo Paradžik, 2017

## Hörbeispiel
- Maria Sofianska mit Stephan Breith (Cello) Werke von Robert Schumann, Clara Schumann und Johannes Brahms